# Chân Không (Sư cô)
Sư cô Chân Không (sinh năm 1938) là một nữ tu Phật giáo Việt Nam xa xứ, một nhà hoạt động vì hòa bình, và đã làm việc chặt chẽ với Hòa thượng Thích Nhất Hạnh trong việc sáng lập Làng Mai và giúp thực hiện các khóa tu tâm linh quốc tế. Sư cô đã viết cuốn tự truyện của mình, Learning True Love: Cách tôi học và thực hiện thay đổi xã hội ở Việt Nam năm 1993.

## Tiểu sử
Chân Không có tên khai sinh là Cao Ngọc Phương, sinh năm 1938 tại Bến Tre, Việt Nam, vùng trung tâm đồng bằng sông Cửu Long. Là đứa con thứ tám trong số chín đứa con trong một gia đình trung lưu, cha cô đã dạy cho cô và các anh chị em của mình giá trị của công việc và sự khiêm tốn. Cô trích dẫn lời cha cô như sau: "... đừng kỳ kèo với một nông dân nghèo bởi một vài đồng tiền, đối với mình có thể không không bao nhiêu, nhưng đối với họ, rất có thể đủ một bữa ăn cho con cái của họ."
Năm 1958, cô vào trường Đại học Sài Gòn để nghiên cứu sinh học. Cô cũng tham gia vào hoạt động chính trị, trở thành người lãnh đạo sinh viên tại trường đại học, dành phần lớn thời gian để giúp đỡ người nghèo và đau ốm trong các khu nhà ổ chuột của thành phố.
Lần đầu tiên cô gặp được Thích Nhất Hạnh vào năm 1959 và đã chọn ông làm sư phụ của cô. Năm 1963 cô đi Paris để học tiếp chuyên môn sinh học và tốt nghiệp năm 1964. Năm đó, cô quay về Việt Nam và cùng với Thích Nhất Hạnh trong việc thành lập trường Đại học Vạn Hạnh, và Trường Thanh niên Phụng sự Xã hội (School of Youth for Social Services - SYSS). Cô là nhân tố trung tâm của nhiều hoạt động của chương trình SYSS, tổ chức các cơ sở y tế, giáo dục và nông nghiệp ở nông thôn Việt Nam trong chiến tranh. Có lúc, SYSS đã có hơn 10.000 tình nguyện viên hòa bình trẻ tuổi đi xây dựng lại nhiều ngôi làng bị tàn phá bởi chiến tranh. Khi thầy Thích Nhất Hạnh sang Hoa Kỳ, cô Cao Ngọc Phương vận hành các hoạt động hằng ngày.

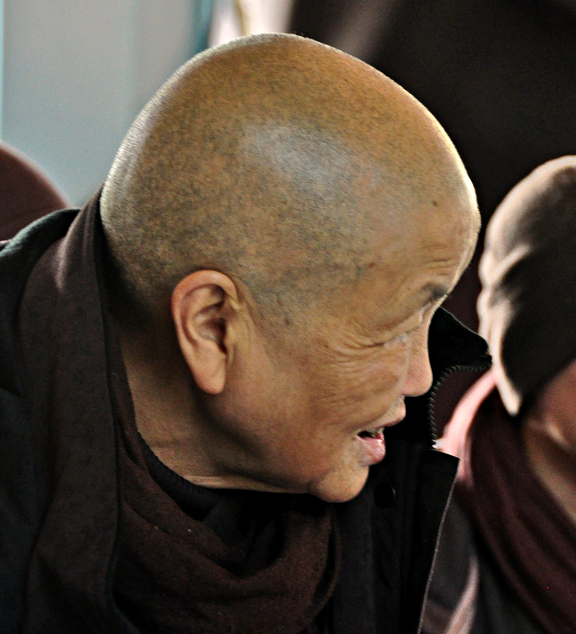
Chân Không
(Sư cô Chân Không)

Vào ngày 5 tháng 2 năm 1966, cô Cao Ngọc Phương là một trong sáu thành viên đầu tiên được thọ giới của Dòng tu Tiếp Hiện, đôi khi được gọi là "Sáu cây Đại thụ". Sau khi được thọ giới, cô nhận được tên hiệu là Chân Không, Chân trời Không. Giải thích ý nghĩa của cái tên, cô nói: "Trong Phật giáo, thuật ngữ ‘trống rỗng’ được dịch từ ngữ Sunyata tiếng Phạn, có nghĩa là ‘trống rỗng của một cái tôi riêng biệt’. Nó không phải là một từ ngữ tiêu cực hoặc tuyệt vọng, nó là một sự kết hợp của sự liên kết, nó có nghĩa là không có gì có thể tồn tại một mình, rằng tất cả mọi thứ gắn bó chặt chẽ với mọi thứ khác.Tôi biết rằng tôi phải luôn luôn làm việc để nhớ rằng tôi trống rỗng là một cái tôi riêng biệt và đầy những kỳ quan của vũ trụ này, bao gồm cả sự thừa hưởng của ông bà và cha mẹ của tôi, của rất nhiều thầy cô và bằng hữu, là những người đã giúp tôi và hỗ trợ tôi trên đường, và của các độc giả yêu mên tôi, nếu không có họ thì cuốn sách này không thể tồn tại. Chúng ta liên đới, và do đó chúng ta không có một tính cách riêng trong sự liên kết của chúng ta."
Dòng tu Tiếp Hiện bao gồm các sư thầy, cô, thiên nam và tín nữ. Sáu cây Đại thụ đầu tiên được lựa chọn tự do khi thích sống và thực hành như những tu sĩ chính thức hay cư sĩ. Ba người phụ nữ đầu tiên đã chọn sống đời sống độc thân như các sư cô, mặc dù họ không cạo đầu, trong khi ba người nam giới có gia đình và thực hành như trong Phật giáo. Trong số ba phụ nữ là Nhất Chi Mai, người đã tự thiêu vì hòa bình một năm sau đó.
Từ năm 1969 đến năm 1972, cô cộng tác với thầy Thích Nhất Hạnh tại Paris, tổ chức Phái đoàn Hòa bình Phật giáo để vận động hòa bình cho Việt Nam. Từ đó cô cộng tác với thầy Thích Nhất Hạnh, thành lập cộng đồng Khoai Lang (Sweet Potato community) gần Paris, sau đó là Tăng đoàn Làng Mai năm 1982. Cô cùng đi và trợ giúp Thầy Thích Nhất Hạnh trong các chuyến đi. Ngoài ra, cô còn liên tục tổ chức các hoạt động cứu trợ cho những người cần giúp ở Việt Nam, hợp tác trong các gói cứu trợ cho trẻ em nghèo, thuốc men cho bệnh nhân và giúp tổ chức các sinh hoạt tại Làng Mai.
Cô Chân Không thọ giới thành ni sư bởi Thầy Thích Nhất Hạnh vào năm 1988 trên núi Vultures, ở Ấn Độ.
Trong thời gian ba tháng trở lại Việt Nam (từ tháng Giêng đến đầu tháng 4 năm 2005), Hòa thượng Thích Nhất Hạnh nói chuyện với hàng ngàn người trên khắp đất nước - các quan chức, chính trị gia, trí thức, những người bán hàng rong, lái xe taxi, nghệ sĩ. Đồng thời với việc thuyết pháp của Hòa thượng Thích Nhất Hạnh, Ni sư Chân Không cũng đã giảng dạy và thực hành các thực hành chánh niệm bổ túc. Sư cô đã hướng dẫn chúng sinh trong việc hát các bài hát của Làng Mai, tụng kinh, và tổ chức các buổi “thiền định”. Những lần khác, cách đơn giản là sư cô đã áp dụng truyền thống Việt Nam vào cuộc sống hiện đại và thu hút được các tín đồ. Trong dịp Tết (năm mới của Việt Nam) vào tháng 2, cô đã thực hiện một “pháp thoại” cho hàng trăm tín đồ Phật giáo.
Vào năm 2014, lần đầu tiên trong lịch sử, các nhà lãnh đạo Kitô giáo, Anh giáo, và Chính Thống giáo, cũng như các nhà lãnh đạo Do Thái, Hồi giáo, Ấn giáo và Phật giáo (bao gồm Ni sư Chân Không, đại diện cho thầy Thích Nhất Hạnh) gặp nhau để ký một cam kết chung chống lại hình thức tân nô lệ hóa; tuyên bố họ ký kết kêu gọi xoá bỏ chế độ nô lệ và nạn buôn người vào năm 2020.